# 拯救我們的留言
《拯救我們的留言》（韓語：상상극장 우.설.리）是韓國MBC的中秋特別綜藝節目，由李鐘赫主持，車銀優(ASTRO)、多賢(TWICE)、朱宇載、文知茵、魯敏宇、許景煥共六人出演，节目会支付寫出最佳劇本的網友韓圜300萬元作为原稿费用。

## 嘉賓簡介
| 姓名   | 職業               |
| 車銀優 | 演員、歌手 (ASTRO) |
| 多賢   | 歌手 (TWICE)       |
| 朱宇宰 | 模特兒             |
| 文知茵 | 演員               |
| 魯敏宇 | 演員、歌手         |
| 許景煥 | 搞笑藝人           |

影片出演: 柳承修、吳娜美、TWICE、ASTRO

## 各組短劇
| 組合            | 題材      | 題目           | 特別出演     |
| 車銀優 x 多賢   | 浪漫x喜劇 | 旋風轉學生     | 文彬 (ASTRO) |
| 朱宇載 x 文知茵 | 人類x奇幻 | 一起生活的女人 | 朴敏荷       |
| 魯敏宇 x 許景煥 | 動作x推理 | 胸口行         |              |